# Javier Chevantón
Javier Chevantón (Juan Lacaze, 1980. augusztus 12. –) uruguayi labdarúgó.

## Karrierje

### Lecce
2001-ben, a Danubio FC-től igazolt Európába, a Leccéhez. Első szezonjában 12 gólt szerzett, míg a Lecce kiesett. A következő idényben, többek között 30 meccsen szerzett 18 góljának is köszönhetően, a Lecce visszajutott a Serie A-ba. Utolsó szezonjában 19 gólt szerzett, ezzel negyedik helyen végzett a liga góllövőlistáján.

### Monaco
A Monaco Fernando Morientes helyettesét kereste, így esett a választás Chevantónra. Első szezonja nem sikerült jól, az idény nagy részében térdsérülés hátráltatta. Itt végül 2006-ig játszott, a két év alatt összesen 20 gólt szerzett.

### Sevilla
A Sevillának 2006 óta játékosa. Mivel nem kapott rendszeres játéklehetőséget, 2010-ben kölcsönadták az olasz Atalantának.

### Válogatott
A válogatottban 2001-ben mutatkozott be.21 mérkőzésen ölthette magára a válogatott mezét, ezeken 7 gólt szerzett.

## Fordítás
- Ez a szócikk részben vagy egészben  a   Javier Chevantón című angol Wikipédia-szócikk fordításán alapul.  Az eredeti cikk szerkesztőit annak laptörténete sorolja fel. Ez a jelzés csupán a megfogalmazás eredetét és a szerzői jogokat jelzi, nem szolgál a cikkben szereplő információk forrásmegjelöléseként.

## Külső hivatkozások
- Soccernet Archiválva 2009. augusztus 13-i dátummal a Wayback Machine-ben
- FIFA World Cup.com Archiválva 2007. március 12-i dátummal a Wayback Machine-ben